# Scriptor

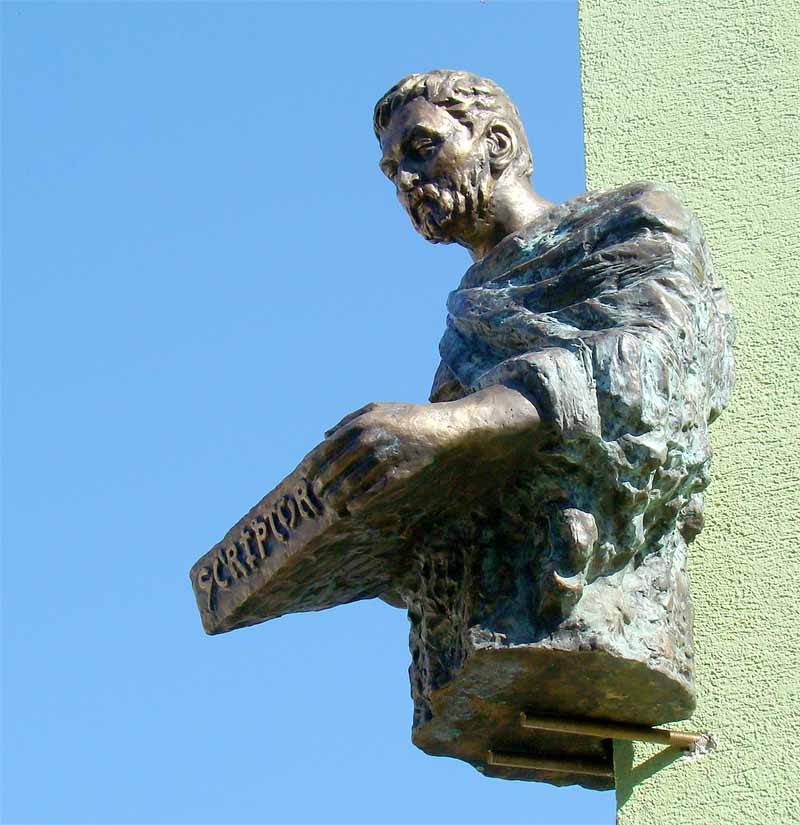
Een buste op de hoek van een straat nabij het centrum van Nové Zámky.

Scriptor is de Latijnse benaming voor schrijver. Deze benaming wordt voornamelijk in studentenverenigingen gebruikt voor de persoon die instaat voor het verenigingsblad. In kleine verenigingen wordt deze functie vaak gecombineerd met die van secretaris.